# Kristina Stobaeus
Ulla Matilda Kristina Stobaeus, ogift Danielsson, född 13 september 1942 i Ljuders socken, Kronobergs län, är en svensk sångerska (sopran).
Först utbildades hon till småskollärare och kantor vid lärarhögskolan i Karlstad och senare studerade hon till sångsolist och sångpedagog (som först i landet med specialinriktning barn och ungdomsröster) vid musikhögskolan i Malmö, vid Mozarteum i Salzburg och vid Franz Schubertinstitutet i Baden utanför Wien.
Hon har konserterat runtom i Sverige och i flera europeiska länder med kyrkomusik, romanser och folkvisor. Hon har medverkat i såväl radio som TV och haft roller som "folkviseflickan" i Birgittaspelet i Vadstena och "Kristina av Stommeln" i Ruinspelet i Visby. Dessutom har hon arbetat som körledare, pedagog, kantor och producent. Hon erhöll 1979 Svenska grammofonpriset för LP-skivan Jag vet en äng... Kristina Stobaeus sjunger om Maria (Proprius 7799).
Kristina Stobaeus är dotter till domkyrkokomminister G.K. Danielsson och fotografen Agnes Roosberg samt syster till författaren och läraren Eva Block och sångerskan och sjuksköterskan Lena Hellström. Hon är sedan 1966 gift med överläkaren Nils Stobaeus. Sonen Per Stobaeus är historiker och bibliotekarie vid Lunds universitetsbibliotek.

## Diskografi i urval
- 1965 - Andliga folkvisor från Skåne. Kyrkoton EP V337
- 1966 - Mariavisor. Kyrkoton EP V339
- 1973 - Gotländsk sommarnatt, Visa till morgonen. Mixett MXS 03
- 1973 – Uti vår hage. RM 5294 Gotlandskonst AB
- 1974 – Kom liljor och akvileja... Sånger från Gotland. Prophone Prop. 7736
- 1978 – Jag vet en äng... Kristina Stobæus sjunger om Maria. Proprius Prop. 7799
- 1985 – Mina fåglar. Kristina Stobæus, sopran, Ingrid Lindgren, piano, Ulf Bergström, flöjt, Mats Bergström, gitarr. Blue Bell 193
- 1988 – Ave maris stella. Kristina Stobaeus sopran, Torsten Holmberg orgel. Swedish Society SCD 1042
- 1993 - Hear my Prayer. The Riga Cathedral Boys' Choir, conducted by Janis Erenstreits. Kristina Stobaeus, soprano, Kristaps Sorins, boy soprano, Aivars Kalejs, organ, Dagnija Zilgalve, harp, Ilona Kudina, flute, Kristina Lilientale, violin. Cantilena CD 1
- 1996 – Gotländsk blomstertid, Kristina Stobaeus, Sax on Four. Twin Music TMCD 29
- 2001 – Julros. Julsånger från Stenkumla kyrka på Gotland. Cantilena CD 2
- 2009 – I folkviseton kring Östersjön. In Folk-song Fashion around the Baltic Sea. Kristina Stobaeus, soprano, Aivars Kalejs, piano, Björn Carlsson, sounds from nature. Cantilena CD 3